# 王钊 (1923年)
王钊（1923年1月—2016年9月7日），男，山东邹平人，中华人民共和国政治人物。

## 生平
1945年后，担任中共方正县委宣传部部长、松江省委宣传部科长。1949年，任中共宾县县委书记，中共伊春市委第一书记。1963年3月任中共黑河地委书记，l967年4月成立黑河地区革命委员会，原黑河地委副书记刘祖裕任革委会主任，王钊调任大兴安岭地委书记。后升任中共黑龙江省委书记，哈尔滨市委书记。1985年，任黑龙江省政协主席兼省委统战部部长。王钊在2016年9月7日晨在哈尔滨逝世，享年94岁。